# Festival de la Canción Mediterránea

Federico Gallo, presentando en el Festival de la Canción Mediterránea (Barcelona, septiembre 1963)

El Festival de la Canción Mediterránea se celebró en Barcelona desde 1959 hasta 1967, y participaron en él artistas de diversos países mediterráneos.
El festival, que nació casi al mismo tiempo que el Festival Internacional de la Canción de Benidorm, impulsado como aquel por el éxito del Festival de Sanremo, era emitido en directo por Televisión Española y por Radio Nacional de España; contaba con el apoyo del ayuntamiento de Barcelona y se celebraba en septiembre, coincidiendo con las fiestas de la Merced.
Durante sus nueve ediciones participaron representantes de Argelia, Chipre, Egipto, España, Francia, Grecia, Israel, Italia, Malta y Mónaco. Generalmente estos países se presentaban en alguna de sus lenguas propias, salvo Malta que entre 1962 y 1965 usó el italiano. España presentó algunos temas en catalán y a pesar del régimen franquista imperante en la época, solo se prohibió interpretar canciones en lengua catalana de 1964 a 1966.
Este era un festival de canciones: sus bases solo admitían una canción por compositor y las elegidas serían interpretadas en el certamen por cantantes asignados a esa canción. Las canciones se presentaron siempre en doble versión, una de ellas acompañada por una gran orquesta (la Orquesta Internacional Maravella) y la otra, por un conjunto menor de músicos. 
El jurado lo integró el público presente en la sala: cada persona disponía de una papeleta de votación y, según la edición, votaba por uno, dos o tres candidatos. El sistema de votación varió puntualmente al de jurados externos que seguían la gala por TV o radio en las ediciones de 1964, 1965 y 1967.

## Historia

### 1959
La primera edición del festival se celebró del 25 al 27 de septiembre de 1959 en el Palacio de Deportes de Barcelona, presentada por Alberto Closas, Laura Valenzuela y Federico Gallo. Closas cerraría el festival interpretando la canción «Mariona», con letra del poeta Joan Oliver y música de Miquel Xicota. 
El festival despertó un enorme interés, ya que tanto TVE como todas las emisoras de RNE solicitaron línea para retransmitirlo en directo. La organización recibió más de 600 canciones, de las que se seleccionaron 26 para ser interpretadas entre las dos semifinales. Compitieron intérpretes españoles, franceses e italianos. 
El público presente en el acto, que hasta 1964 era quien otorgaba las puntuaciones a los cantantes, concedió el primer y segundo premios al cantante italiano Claudio Villa con «Binario» y «Ti chiamerò Marina» respectivamente.
El tercer lugar fue para la actriz Mary Santpere con «Mare Nostrum (Ola, ola, no vengas sola)», compuesta por Augusto Algueró. Esta canción gozó de una enorme difusión en la España de la época y fue versionada por numerosos intérpretes (Marisol, Sara Montiel, Elder Barber...).
El italiano Walter Torrebruno, muy conocido posteriormente en España, consiguió el quinto lugar.
Otra de las canciones finalistas fue «Les velles places de Barcelona», interpretada en catalán, con aires de sardana.
Entre los no finalistas quedaron el Dúo Dinámico («Quisiera ser estudiante»), Lolita Garrido («Calendario») o Hermanas Serrano («El pez»). 
|      | País    | Título                         | Intérpretes                           | Votos |
| ---- | ------- | ------------------------------ | ------------------------------------- | ----- |
| 1.º  | Italia  | Binario                        | Claudio Villa y Nilla Pizzi           | 1.340 |
| 2.º  | Italia  | Ti chiamerò, Marina            | Claudio Villa y Nela Colombo          | 424   |
| 3.º  | España  | Mare Nostrum                   | Mary Santpere y Lolita Garrido        | 371   |
| 4.º  | Italia  | Un amore qualunque             | Merina Stabile y Nela Colombo         | 343   |
| 5.º  | Italia  | Tornerò                        | Torrebruno y Nela Colombo             | 333   |
| 6.º  | Francia | Rien pour toi                  | Maria Lea y Jean Paul Vignon          | 241   |
| 7.º  | España  | Fuentes de Montjuich           | Juan Carlos Monterrey y Ramón Calduch | 229   |
| 8.º  | España  | Les velles places de Barcelona | Rosita Ferrer y Juan Barberà          | 119   |
| 9.º  | Italia  | Vuoi darmi quel baccio         | Claudio Villa y Nilla Pizzi           | 107   |
| 10.º | Francia | Le batteu des amours           | Maria Vicent                          | 74    |
| 10.º | Italia  | Sulle alli del sogno           | Torrebruno y Nilla Pizzi              | 74    |
| 12.º | Francia | Si t'es pas-là                 | Maria Lea                             | 50    |

### 1960
En esta ocasión los presentadores fueron Federico Gallo, Isabel Bauzá y Ana María Solsona. Se presentaron más de 400 canciones, y se seleccionaron 26 para el festival: catorce españolas, seis italianas, cuatro francesas y dos griegas.
Claudio Villa, ganador de la edición anterior del festival, se presentó como compositor, con el tema «Mi pequeña» que fue interpretado por Jimmy Fontana. Aunque el tema hablaba de tópicos de lo más españoles (toreros y mujeres con mantilla), solo alcanzó el tercer lugar. Fontana participaba con otro tema, «Diavolo», una de las canciones más rítmicas y modernas de aquella edición.
Grecia, que participaba por primera vez, consiguió los dos primeros lugares: una todavía desconocida Nana Moskouri ganó el festival con la canción «Xypna, agapi mou», mientras que el segundo lugar fue para Aleko Pandas con el tema «Tha klepso dyo triantafyla».
España aportó a esta edición música joven con una canción interpretada por el Dúo Dinámico («Tú, tú, tú») y aires más clásicos representados por la cantante folclórica Imperio de Triana, que llegó a la final con «Viento del sur»; el cantante de zarzuela Alfonso de la Morena y los cantantes melódicos Víctor Balaguer, José Guardiola y Ramon Calduch.
El público fue nuevamente jurado de este festival: cada asistente disponía de una papeleta en la que tenía que anotar necesariamente dos canciones y depositarla en las urnas habilitadas al efecto.
|      | País   | Título                    | Intérpretes                       | Votos |
| ---- | ------ | ------------------------- | --------------------------------- | ----- |
| 1.º  | Grecia | Xypna, agapi mou          | Nana Moskouri                     | 1.584 |
| 2.º  | Grecia | Ta klepso dyo triantafyla | Aleko Pandas                      | 1.454 |
| 3.º  | Italia | Mi pequeña                | Jimmy Fontana y Claudio Villa     | 1.367 |
| 4.º  | Italia | Diavolo                   | Jimmy Fontana y Ginno Latilla     | 991   |
| 5.º  | Italia | Ciao, ciao, mio amor      | Torrebruno y Paula                | 828   |
| 6.º  | España | Viento del sur            | Imperio de Triana y Ramón Calduch | 751   |
| 7.º  | España | SOS, amor                 | Elder Barber y Torrebruno         | 672   |
| 8.º  | España | Caminito del alma         | José Guardiola y María Elena      | 528   |
| 9.º  | Italia | Tu di chi sei             | Lucia Altieri y Pitu              | 359   |
| 10.º | España | El gorrión                | Víctor Balaguer y Los Iruña'ko    | 262   |

### 1961
Esta edición, con los mismos presentadores que la anterior, fue vista en once países y llegó a una audiencia potencial de 50 millones de espectadores, ya que TVE se había integrado nueve meses antes en la red de Eurovisión. Las galas se celebraron entre el 23 y el 25 de septiembre de 1961 en el Palacio de los Deportes. La organización recibió 550 canciones y las redujo a 22 seleccionadas: siete españolas, seis francesas, seis italianas y tres griegas. La prensa reseñó que llegaron tres canciones de Chipre cuando el plazo de admisión estaba cerrado pero que los chipriotas estaban interesados en participar en la siguiente edición, como así acabaría ocurriendo.
El popular intérprete francés Robert Jeantal fue el ganador con el tema «Dans le creux de ta main». José Guardiola y Lita Torelló quedaron en segundo lugar con «Presentimiento». Otros intérpretes de aquel año fueron Aleko Pandas, Ramón Calduch y Jimmy Fontana, que ya habían participado en ediciones precedentes. También se presentó Conchita Bautista, pero su canción «Tienes duende» no llegó a la final.
|      | País    | Título                    | Intérpretes                       | Votos |
| ---- | ------- | ------------------------- | --------------------------------- | ----- |
| 1.º  | Francia | Dans le creux de ta main  | Robert Jeantal                    | 3.548 |
| 2.º  | España  | Presentimiento            | José Guardiola y Lita Torelló     | 2.434 |
| 3.º  | Grecia  | Ta grisa matakia          | Aleko Pandas y Angela Zilia       | 2.302 |
| 4.º  | Grecia  | Nyhta                     | Mary Lo y Aleko Pandas            | 1.968 |
| 5.º  | España  | Vagabundo                 | Ramón Calduch y Carlitos Romano   | 1.571 |
| 6.º  | Italia  | Tu sei bruta              | Jimmy Fontana y Giorgia           | 897   |
| 7.º  | Francia | Cupidon                   | Frantz Petri y Nicole Croisille   | 684   |
| 8.º  | España  | Julio Verne               | Lita Torelló y Daniel Clavero     | 624   |
| 9.º  | Francia | L'amour c'est une chanson | Robert Jeantal y Nicole Croisille | 619   |
| 10.º | Grecia  | Psemma                    | Angela Zilia y Mary Lo            | 465   |

### 1962
Un año más, Federico Gallo presentaba el festival, acompañado en esta ocasión por María del Puy y Nieves Navarro. Fuera de concurso actuó en las dos semifinales la cantante italiana Milva. 
Chipre debutó finalmente en la edición de 1962 y además se le sumaron Malta (que en esos momentos no era independiente del Reino Unido) y Mónaco, llegando a los siete países participantes. El único de los tres que llegó a la final fue Malta, que se presentaba en italiano a este festival por el hecho de compartir intérpretes con Italia. También compartían intérpretes por razones lingüísticas las representaciones de Francia y Mónaco y las de Grecia y Chipre. 
Los ganadores de esta edición fueron José Guardiola y Monna Bell, que defendían el tema «Nubes de colores», compuesto por Augusto Algueró. Sin embargo, el resultado fue anulado al día siguiente porque se contabilizaron más papeletas de votación que espectadores: al no haber diferencia entre las papeletas de las semifinales y las de la final, varios espectadores que no habían votado en las galas preliminares ejercieron voto múltiple en la final. La organización decidió considerar finalistas por igual a las diez canciones seleccionadas sin derecho a ningún orden de clasificación al margen de su condición de finalistas.
Salomé, que debutaba por aquel entonces en el mundo del espectáculo, interpretó el tema «La muralla de Berlín»; otros intérpretes por España fueron el popular Dúo Dinámico con «Balada gitana» y la cantante Gelu con «Alguien».
Entre los participantes extranjeros destacan los francófonos Alain Barriere y Frida Boccara, pero no lograron clasificarse para la final.
|   | País    | Título                     | Intérpretes                           | Votos |
| - | ------- | -------------------------- | ------------------------------------- | ----- |
| - | España  | Nubes de colores           | Monna Bell y José Guardiola           | 3.307 |
| - | Francia | Je t'aime, je t'aime       | Laura Casale y Georges Blanes         | 2.822 |
| - | España  | La muralla de Berlín       | Salomé y Ramón Calduch                | 2.654 |
| - | España  | Tierra gris                | Lita Torelló y José Guardiola         | 2.560 |
| - | Malta   | Bricciole di luna          | Ennio Sangiusto y Anna Maria          | 2.241 |
| - | Italia  | La solita storia           | Giorgio Consolini y Ella Mari Passino | 1.958 |
| - | Italia  | Riverede clairo rossilloni | Ennio Sangiusto y Ella Mari Passino   | 1.545 |
| - | Francia | Toi seule au monde         | Jean Philippe y Georges Blanes        | 1.279 |
| - | España  | Balada gitana              | Dúo Dinámico y Lolita Garrido         | 1.205 |
| - | España  | Alguien                    | Gelu y Santy                          | 753   |

### 1963
En 1963, el festival pasó a celebrarse en el Palacio de las Naciones. Una vez más, Federico Gallo fue su presentador, acompañado esta vez de Carmina Alonso y Ana María Solsona. 
La canción ganadora fue «Se'n va anar» único tema en catalán del festival, interpretada por Salomé y Raimon y considerada parte de la Nova Cançó El segundo lugar fue para «Paz», de Carlos Laporta, que fue defendido por Franciska y Los TNT. El tema «Je suis là», representante de Mónaco, compuesto por el barcelonés Álex Marco, quedó en tercer lugar. 
Israel participó, por primera y última vez, con un tema en inglés, «Mediterranean skies», que inicialmente iba a ser cantado por Rika Zarai pero acabó siendo sustituida por la francesa Frida Boccara, quien representó también Francia con «Qu'en as-tu fait». El tema  «Mediterranean skies» fue grabado en versión instrumental por Los Mustang.
Los cantantes Teresa María y Tito Mora interpretaron En Roma, la tercera canción española de la final, compuesta por Fina de Calderón.
Argelia y Egipto, que también se presentaban defendidos por el cantante Bentir, no llegaron a la final.
Para evitar los problemas que generó la votación del público en la edición anterior, en 1963 se realizaron tres votaciones con sus correspondientes escrutinios: una para proclamar al ganador, una para el 2.º clasificado y otra para el 3.º. En cada votación solo se desvelaron las cinco canciones más votadas.
|     | País    | Título              | Intérpretes                                  | Votos 1.º | Votos 2.º | Votos 3.º |
| --- | ------- | ------------------- | -------------------------------------------- | --------- | --------- | --------- |
| 1.º | España  | Se'n va anar        | Salomé y Raimon                              | 583       | -         | -         |
| 2.º | España  | Paz                 | Los TNT y Franciska                          | 206       | 320       | -         |
| 3.º | Mónaco  | Je suis là          | Katia Valere y Jacques Revauz                | 50        | 194       | 413       |
| -   | Israel  | Mediterranean skies | Frida Boccara                                | 46        | 135       | 231       |
| -   | España  | En Roma             | Teresa María y Tito Mora                     | 67        | 102       | 125       |
| -   | Francia | Cherie Madame       | Georges Blaness                              | -         | 68        | 55        |
| -   | Grecia  | Maria, Maria        | Alekos Pandas y Nina Zaha                    | -         | -         | 57        |
| -   | Francia | Qu'en as-tu fait?   | Frida Boccara y Georges Blaness              | -         | -         | -         |
| -   | Italia  | Vanità              | Michele Accidenti y Rosella Masseglia Natale | -         | -         | -         |
| -   | Italia  | La settimana        | Lily Bonatto y Ginno Corcelli                | -         | -         | -         |

### 1964
El éxito de «Se'n va anar» de la edición anterior provocó ciertas reticencias por parte de la dirección de TVE para con el festival, y los organizadores se vieron obligados a introducir cambios sustanciales. En 1964 desapareció el sistema de voto popular, el cual fue sustituido por un jurado formado por 60 personas repartidas por las doce provincias españolas bañadas por el Mediterráneo. Sospechosamente, al concurso dejaron de admitirse canciones interpretadas en catalán; sería necesario esperar a 1967 para volver a escuchar temas en esta lengua en el certamen. 
Los presentadores de aquel acto fueron Gallo, Pilar Cañada y Marisol González. La canción ganadora resultó ser «Ho capito che ti amo», compuesta por Luigi Tenco e interpretada por Emilio Pericoli y Wilma Goich. Días después, sin embargo, El Correo Catalán descubrió que, un mes antes del festival, el autor ya había interpretado el tema en un programa de la RAI, lo que iba en contra de las normas del concurso, por lo que el primer premio quedó desierto.
El segundo premio fue para la canción griega «Kathe ora», defendida por Klio Denardu, y el tercero para «Io credo in te», presentada por Lucía Altieri en representación de Malta. En los años 1966 y 1967, sin embargo, los malteses utilizarían su propia lengua en el festival. 
Georgie Dann, que conseguiría posteriormente gran notoriedad especializándose en canciones de verano, participó con el tema «Tout ce que tu sais», compuesto por él mismo, con el que consiguió el sexto lugar.
En la final coincidieron dos ganadores del Festival de Benidorm, Alberto y José Francis. Otros artistas españoles que se presentaron en aquella convocatoria fueron Rosalía, Michel y Franciska, pero ninguno de los tres alcanzó la final.
|      | País    | Título                   | Intérpretes                        | Votos |
| ---- | ------- | ------------------------ | ---------------------------------- | ----- |
| -    | Italia  | Ho capito che ti amo     | Emilio Pericoli y Wilma Goich      | 25    |
| 2.º  | Grecia  | Kathe ora kai kathe mera | Klio Denardu y Dimitri Baxevanakis | 9     |
| 3.º  | Malta   | Io credo in te           | Lucia Altieri                      | 8     |
| 4.º  | Grecia  | Svisse nyhta             | Klio Denardu y Terry Krissos       | 7     |
| 5.º  | España  | No estoy solo            | Luisita Tenor y Jorge Teijón       | 4     |
| 6.º  | Francia | Tout ce que tu sais      | Georgie Dann y Frida Boccara       | 3     |
| 7.º  | Italia  | M'annoio la domenica     | Bruno Filipini y Caterina Caselli  | 2     |
| 8.º  | España  | Canción sin importancia  | Juan Carlos Monterrey y Alberto    | 1     |
| 8.º  | Francia | Le fin de notre amour    | Georgie Dann y María               | 1     |
| 10.º | Mónaco  | Et tu n'etais plus la    | Frida Boccara y José Francis       | 0     |

### 1965
Una vez más, Federico Gallo presentó el festival, acompañado de la actriz Conchita Velasco, en la que participaban seis países. El empate entre el representante italiano Pino Donaggio, con «Si chiama María», y los griegos Zoi Kurukli y Niki Camba, con «Min les tipota», hizo necesaria una segunda votación que dio como ganador al tema griego.
Para España se presentaba Santy, de Los Mustangs, en solitario, con el tema «La verdad», del Dúo Dinámico, que alcanzó el décimo lugar. Salomé, que se presentaba con «Extranjera», Dyango con «Ser», Bruno Lomas con «El mensaje» y Encarnita Polo con «Mil horas» no llegaron a la final. 
Romuald representó Francia con «Dis moi le vent» (tercer lugar) y en Mónaco con «Vers quel amour» (sexto lugar). La italiana Iva Zanicchi, que defendió «Passerò questa notte» quedó en noveno lugar. Georgie Dann defendió dos canciones por Francia pero no logró llegar a la final.
|      | País    | Título                      | Intérpretes                  | Votos | Desempate |
| ---- | ------- | --------------------------- | ---------------------------- | ----- | --------- |
| 1.º  | Grecia  | Min les tipota              | Zoi Kurukli y Niki Camba     | 14    | 37        |
| 2.º  | Italia  | Si chiama Maria             | Pino Donaggio y Tony Dallara | 14    | 23        |
| 3.º  | Francia | Dis-moi le vent             | Romuald y Maria              | 9     |           |
| 4.º  | Malta   | Qualcosa di piu             | Gian Costello y Milena       | 8     |           |
| 5.º  | España  | Oración para antes de nacer | Luisita Tenor y Alberto      | 7     |           |
| 6.º  | Mónaco  | Vers quel amour             | Alice Dona y Romuald         | 4     |           |
| 7.º  | Francia | Rose, Rose                  | Pierre Sauvil y Maria        | 2     |           |
| 8.º  | Grecia  | Mine                        | Klio Denardu y Niki Camba    | 1     |           |
| 9.º  | Italia  | Passerò questa notte        | Iva Zanicchi y Fred Bongusto | 1     |           |
| 10.º | España  | La verdad                   | Dúo Dinámico y Santy         | 0     |           |

### 1966
Federico Gallo y Conchita Velasco repitieron como presentadores del festival, en el que se volvió al sistema de votación popular usado entre 1959 y 1964. 
Los ganadores de esta edición fueron el Dúo Dinámico y Bruno Lomas con el tema «Como ayer», que se convertiría en un éxito de ventas. 
El segundo lugar fue para «Septiembre», defendido por la portuguesa Madalena Iglésias que representaba también a España. Tanto ella como Madeleine Pascal, que interpretó representando a Francia «Tant pis pour les paroles» sin llegar a la final, habían participado también en el Festival de la Canción de Eurovisión 1966, por Portugal y Suiza respectivamente.
Jaime Morey, con «Ese amor», interpretado también por Gloria, tampoco llegó a la final, pero sí Alberto Cortez con «Señor Chaplin», de Fina de Calderón, que consiguió el quinto lugar.
|     | País    | Título               | Intérpretes                    | Votos |
| --- | ------- | -------------------- | ------------------------------ | ----- |
| 1.º | España  | Como ayer            | Dúo Dinámico y Bruno Lomas     | 1.283 |
| 2.º | España  | Septiembre           | Madalena Iglésias y Santy      | 939   |
| 3.º | Francia | Quand on m'enterrera | Serge Alexandre y Sabrina      | 836   |
| 4.º | Italia  | L'uomo di paglia     | Memo Remigi y Claudio Lippi    | 688   |
| 5.º | España  | Señor Chaplin        | Marty Cossens y Alberto Cortez | 411   |

### 1967
En esta última edición, Gallo no pudo presentar el festival y lo hicieron Luis del Olmo y Marisa Medina, quien trabajaba para TVE por primera vez. Los trofeos del festival fueron entregados por los ganadores del año anterior y por Lola Flores. 
Dado que la Nova Cançó estaba ganado una gran popularidad, gracias en parte a intérpretes como Joan Manuel Serrat o Guillermina Motta, TVE volvió a autorizar canciones en catalán, pero por otra parte se volvió a retirar el voto a los espectadores de la sala para volver a los jurados provinciales. Dos fueron los temas admitidos a concurso: «T'estim i t'estimaré», interpretado por su autor, Parera Fons, y por Betina, ganadora del Festival Internacional de la Canción de Benidorm 1967, y «Com el vent», de los autores de «Se'n va anar», interpretado por Salomé y por Dova. 
Cuando solo faltaba la votación del jurado gerundense, «Com el vent» estaba en primer lugar, pero este jurado no votó por Salomé y esta quedó dos puntos por debajo de la ganadora, «La chanson du bonheur», interpretada por Guy Mardel (representante de Francia en Eurovisión 1965) y también por Nancy Holloway. 
El tercer lugar fue para el italiano Little Tony con el tema rock «Mulino a vento», versionado posteriormente por Cristina y Los Stop. 
Entre los participantes no finalistas figuró la francesa Frida Boccara, que defendió «Le ciel et l'oiseau». 
|     | País    | Título                | Intérpretes                    |
| --- | ------- | --------------------- | ------------------------------ |
| 1.º | Francia | La chanson du bonheur | Guy Mardel y Nancy Holloway    |
| 2.º | España  | Com el vent           | Salomé y Dova                  |
| 3.º | Italia  | Mulino a vento        | Little Tony y Gianni Pettenati |

## Posterioridad del festival
Probablemente, la razón por la que la de 1967 fue la última edición del festival fue la victoria de Massiel en Eurovisión 1968. TVE decidió concentrar todos sus esfuerzos en la organización del Festival de la Canción de Eurovisión 1969 y participar en la organización y retransmisión de un posible Festival de la Canción Mediterránea en septiembre de 1968 les suponía un coste que ponía en peligro el presupuesto para Eurovisión 1969.
En Barcelona se intentó continuar con el festival sin la colaboración de TVE llamándolo Festival Internacional de la Canción de Barcelona. Este nuevo festival contó, además de países mediterráneos, con participantes de Europa y América. Pese a los esfuerzos del Ayuntamiento y la ciudad de Barcelona por consolidar una cita musical con estrellas internacionales, TVE se negó a darle cobertura y proyección internacional al evento, con lo que este concurso acabó desapareciendo tras celebrar dos ediciones brillantes.
En Atenas crearon un festival entre países mediterráneos titulado Olimpíada de la Canción de Atenas. Los griegos se apresuraron en presentar en sociedad su festival como continuador del Festival de la Canción Mediterránea. Este festival celebró seis ediciones, entre 1968 y 1973.

## Resumen de ganadores del Festival de la Canción Mediterránea
| Año  | País    | Canción                    | Intérprete                  |
| ---- | ------- | -------------------------- | --------------------------- |
| 1959 | Italia  | «Binario»                  | Claudio Villa y Nilla Pizzi |
| 1960 | Grecia  | «Xypna, agapi mou»         | Nana Mouskouri              |
| 1961 | Francia | «Dans le croix de ta main» | Robert Jeantal              |
| 1962 | ---     | Desierto                   | ---                         |
| 1963 | España  | «Se'n va anar»             | Salomé y Raimon             |
| 1964 | ---     | Desierto                   | ---                         |
| 1965 | Grecia  | «Min les tipota»           | Zoi Kurukli y Niki Camba    |
| 1966 | España  | «Como ayer»                | Dúo Dinámico y Bruno Lomas  |
| 1967 | Francia | «La chanson du bonheur»    | Guy Mardel y Nancy Holloway |

### Países ganadores
| País    | N° de victorias | Años        |
| ------- | --------------- | ----------- |
| España  | 2               | 1963 - 1966 |
| Francia | 2               | 1961 - 1967 |
| Grecia  | 2               | 1960 - 1965 |
| Italia  | 1               | 1959        |